# 小行星28341
小行星28341（28341 Bingaman）是一颗绕太阳运转的小行星，为主小行星带小行星。该小行星于1999年3月19日发现。

## 轨道参数
小行星28341的轨道半长轴为433 564 452 km，2.8981581 UA，离心率为0.020。